# 조지 던롭
조지 던롭(영어: George Dunlop, 1956년 1월 16일 ~)은 북아일랜드의 전직 국가대표 축구 선수이다.

## 클럽 경력
현역 시절, 그는 맨체스터 시티, 글렌토런, 밸리미나 유나이티드, 린필드, 란, 그리고 RUC에서 골키퍼로 활약했다. 그는 1980-81 시즌에 린필드에서 활약하면서 얼스터 올해의 축구 선수로 선정되었다.

## 국가대표팀 경력
그는 북아일랜드 국가대표팀 경기에 4번 출전했고, 1982년 월드컵에 참가해 1차 조별 리그를 통과했다.

## 경기 방식
던롭은 1980년대 북아일랜드를 평정한 린필드의 황금기를 장식한 선수였다. 그는 천부적으로 공을 막아내는 능력과 빠른 반사신경을 앞세워 훌륭한 선방을 선보였다.
던롭은 타 구단 지지자들에게 '인간 코끼리'로 수식되었다.

## 사생활
그의 조카는 전 레인저스와 북아일랜드 U-21 국가대표팀 선수였던 조시 로빈슨이다.